# Vireo cassinii
Vireo cassinii  (лат.) — вид воробьинообразных птиц из семейства виреоновых. Ранее считалось, что данный вид, а также Vireo plumbeus и Vireo solitarius составляют комплекс видов. Назван в честь американского орнитолога Джона Кассина (1813—1869).

## Распространение
Перелётные птицы. Гнездовой ареал простирается от юга Британской Колумбии (Канада) и далее вдоль западного побережья США. Зимуют от южной части Аризоны (пустыня Сонора) до юга Мексики.

## Описание
Длина тела 11—14 см. Оперение головы и спины серого цвета, нижняя часть тела беловатого цвета.

## Биология
В кладке от двух до пяти белых яиц с некоторым количеством коричневых пятен.
МСОП присвоил виду охранный статус LC.